# ブリーク
ブリーク（独: Brig-Glis、仏: Brigue-Glis、伊: Briga-Glis）は、スイス・ヴァレー州にある基礎自治体 (Einwohner Gemainde アインヴォーナー・ゲマインデ)。
スイス・イタリア国境に近く、シンプロン・トンネルやシンプロン峠の入口に位置する交通の要衝であり、ツェルマットに向かうブリーク・フィスプ・ツェルマット鉄道 (BVZ) の起点でもあった。ただしBVZは2003年にフルカ・オーバーアルプ鉄道 (FO) と合併して、マッターホルン・ゴッタルド鉄道 (MGB) となっている。